# Thüringen-Rundfahrt 1982
Die Thüringen-Rundfahrt 1982 war ein Wettbewerb im Straßenradsport in der DDR, der als Etappenrennen ausgetragen wurde.

## Rennverlauf
Die 8. Austragung der Thüringen-Rundfahrt fand vom 27. bis 30. April statt. Das Rennen für Amateure führte über 5 Etappen von Bad Langensalza über Waltershausen über 522 Kilometer nach Erfurt. Veranstalter war der Deutsche Radsportverband der DDR.
Die Rundfahrt galt als Qualifikationsrennen für die Internationale Friedensfahrt. 86 Fahrer nahmen das Rennen auf. Die Vorentscheidung des Rennens fiel auf der 4. Etappe im Anstieg zum Inselsberg, als bei Schnee, Kälte und Regen 40 Fahrer das Rennen aufgaben. Nach den Strapazen der Etappe wurde die 5. Etappe Rund um die Hainleite deutlich verkürzt.

### 1. Etappe Rund um Bad Langensalza, 105 Kilometer
Sieger Detlef Macha

### 2. Etappe Einzelzeitfahren Bad Langensalza, 35 Kilometer
Sieger Detlef Macha

### 3. Etappe Rund um die Post in Bad Langensalza, 64 Kilometer
Sieger Hans-Joachim Meisch

### 4. Etappe Großer Pneumant-Preis in Waltershausen, 190 Kilometer
Sieger Bodo Straubel

### 5. Etappe Rund um die Hainleite, 128 Kilometer
Sieger Olaf Ludwig

## Ergebnisse
|     | Fahrer          | Verein                        | Zeit (h)       |
| --- | --------------- | ----------------------------- | -------------- |
| 01. | Uwe Raab        | SC DHfK Leipzig               | 13:31:13 h     |
| 02. | Hardy Gröger    | ASK Vorwärts Frankfurt (Oder) | + 1:17 Minuten |
| 03. | Matthias Lendt  | SC Turbine Erfurt             | + 1:48 Minuten |
| 04. | Olaf Ludwig     | SG Wismut Gera                | + 4:10 Minuten |
| 05. | Bodo Straubel   | SC DHfK Leipzig               | + 4:28 Minuten |
| 06. | Hubert Denstedt | SC Turbine Erfurt             | + 5:58 Minuten |
| 0 … |                 |                               |                |